# Henry Cejudo
Henry Carlos Cejudo (ur. 9 lutego 1987 w Phoenix) – amerykański zapaśnik startujący w kategorii do 55 kg w stylu wolnym, mistrz olimpijski. Od 2013 roku profesjonalny zawodnik mieszanych sztuk walki (MMA). Od 2014 zawodnik Ultimate Fighting Championship w wadze muszej. Od 4 sierpnia 2018 do 20 grudnia 2019 mistrz Ultimate Fighting Championship w wadze muszej, a od 9 czerwca 2019 do 10 maja 2020 roku mistrz w wadze koguciej. W maju 2020 roku po wygranej walce z Dominickiem Cruzem poinformował o zakończeniu kariery.
Największym jego sukcesem jest złoty medal igrzysk olimpijskich w Pekinie w kategorii do 55 kg. Złoto na igrzyskach panamerykańskich w 2007. Trzy złote medale na mistrzostwach panamerykańskich. Trzeci w Pucharze Świata w 2007 roku.

## Osiągnięcia

### Mieszane sztuki walki
- 2018–2019: mistrz UFC w wadze muszej (do 56 kg)
- 2019–2020: mistrz UFC w wadze koguciej (do 61 kg)

## Lista walk w MMA
| Wynik     | Bilans | Przeciwnik               | Rozstrzygnięcie                  | Runda | Czas | Rozgrywki                                    | Data       | Miejsce      | Uwagi                                                                                             |
| --------- | ------ | ------------------------ | -------------------------------- | ----- | ---- | -------------------------------------------- | ---------- | ------------ | ------------------------------------------------------------------------------------------------- |
| Przegrana | 16-5   | Yadong Song (21-8-1)     | Techniczna decyzja (palec w oko) | 3     | 5:00 | UFC Fight Night: Cejudo vs. Song             | 22.02.2025 | Seattle      | Main Event.                                                                                       |
| Przegrana | 16-4   | Merab Dwaliszwili (16-4) | Decyzja (jednogłośna)            | 3     | 5:00 | UFC 298                                      | 17.02.2024 | Anaheim      |                                                                                                   |
| Przegrana | 16-3   | Aljamain Sterling (22-3) | Decyzja (niejednogłośna)         | 5     | 5:00 | UFC 288                                      | 06.05.2023 | Newark       | Pojedynek o pas mistrzowski UFC w wadze koguciej. Main Event                                      |
| Wygrana   | 16-2   | Dominick Cruz            | KO (kolana i ciosy pięściami)    | 2     | 4:58 | UFC 249 – Ferguson vs. Gaethje               | 9.05.2020  | Jacksonville | Obronił pas mistrza UFC w wadze koguciej. Po wygranej walce ogłosił zakończenie sportowej kariery |
| Wygrana   | 15-2   | Marlon Moraes            | TKO (ciosy pięściami w parterze) | 3     | 4:51 | UFC 238                                      | 8.06.2019  | Chicago      | Zdobył pas mistrza UFC w wadze koguciej, Main Event                                               |
| Wygrana   | 14-2   | T.J. Dillashaw           | TKO (ciosy pięściami)            | 1     | 0:32 | UFC on ESPN+ 1: Cejudo vs. Dillashaw         | 19.01.2019 | Anaheim      | Obrona pasa mistrza UFC w wadze muszej, Main Event                                                |
| Wygrana   | 13-2   | Demetrious Johnson       | Decyzja (niejednogłośna)         | 5     | 5:00 | UFC 227                                      | 4.08.2018  | Los Angeles  | Zdobył pas mistrza UFC w wadze muszej, bonus za walkę wieczoru                                    |
| Wygrana   | 12-2   | Sergio Pettis            | Decyzja (jednogłośna)            | 3     | 5:00 | UFC 218                                      | 02.12.2017 | Detroit      |                                                                                                   |
| Wygrana   | 11-2   | Wilson Reis              | TKO (ciosy pięściami)            | 2     | 0:26 | UFC 215                                      | 09.09.2017 | Edmonton     | występ wieczoru                                                                                   |
| Przegrana | 10-2   | Joseph Benavidez         | Decyzja (niejednogłośna)         | 3     | 5:00 | The Ultimate Fighter 24 Finale               | 3.12.2016  | Las Vegas    |                                                                                                   |
| Przegrana | 10-1   | Demetrious Johnson       | TKO (kolano i ciosy w parterze)  | 1     | 2:49 | UFC 197: Jones vs. Saint Preux               | 23.04.2016 | Las Vegas    | pojedynek o pas mistrza UFC w wadze muszej                                                        |
| Wygrana   | 10-0   | Jussier Formiga          | Decyzja (niejednogłośna)         | 3     | 5:00 | The Ultimate Fighter: Latin America 2 Finale | 21.11.2015 | Monterrey    |                                                                                                   |
| Wygrana   | 9-0    | Chico Camus              | Decyzja (jednogłośna)            | 3     | 5:00 | UFC 188                                      | 13.06.2015 | Meksyk       |                                                                                                   |
| Wygrana   | 8-0    | Chris Cariaso            | Decyzja (jednogłośna)            | 3     | 5:00 | UFC 185: Pettis vs. Dos Anjos                | 14.03.2015 | Dallas       | powrót do wagi muszej                                                                             |
| Wygrana   | 7-0    | Dustin Kimura            | Decyzja (jednogłośna)            | 3     | 5:00 | UFC on Fox: dos Santos vs. Miocic            | 13.12.2014 | Phoenix      | powrót do wagi koguciej                                                                           |
| Wygrana   | 6-0    | Elias Garcia             | Decyzja (jednogłośna)            | 3     | 5:00 | Legacy FC 27: Means vs. Young                | 31.01.2014 | Houston      |                                                                                                   |
| Wygrana   | 5-0    | Miguelito Marti          | Decyzja (jednogłośna)            | 3     | 5:00 | Legacy FC 24: Feist vs. Diego Ferreira       | 11.10.2013 | Dallas       | debiut w wadze muszej                                                                             |
| Wygrana   | 4-0    | Miguelito Marti          | TKO (ciosy pięściami)            | 1     | 1:43 | Gladiator Challenge: American Dream          | 18.05.2013 | Lincoln      |                                                                                                   |
| Wygrana   | 3-0    | Anthony Sessions         | TKO (ciosy pięściami)            | 1     | 4:23 | WFF 10: Cejudo v Sessions                    | 19.04.2013 | Chandler     | zdobył pas mistrza WFF w wadze koguciej                                                           |
| Wygrana   | 2-0    | Sean Henry Barnett       | TKO (ciosy pięściami)            | 1     | 4:55 | Gladiator Challenge: Battleground            | 24.03.2013 | San Jacinto  |                                                                                                   |
| Wygrana   | 1-0    | Mike Poe                 | Poddanie (ciosy pięściami)       | 1     | 1:25 | WFF MMA: Pascua Yaqui Fights 4               | 2.03.2013  | Tucson       |                                                                                                   |